# Shuifu

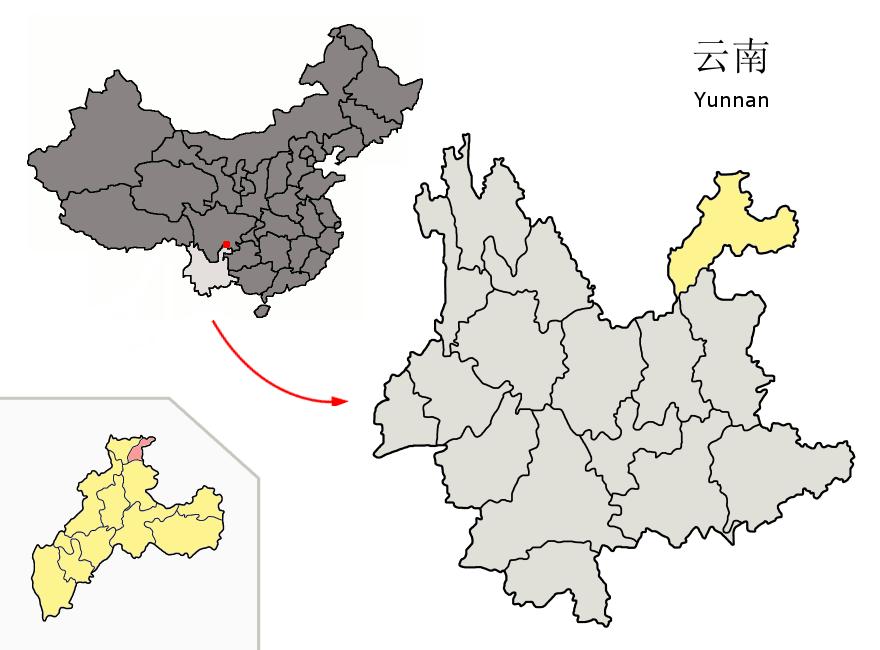
Lage des Kreises Shuifu (rosa) in der bezirksfreien Stadt Zhaotong (gelb)

Shuifu (水富市,  Shuĭfù Shì) ist eine kreisfreie Stadt der bezirksfreien Stadt Zhaotong im Nordosten der chinesischen Provinz Yunnan. Sein Hauptort ist die Großgemeinde Xiangjiaba (向家坝镇). Shuifu hat eine Fläche von 438,4 km² und zählt 103.532 Einwohner (Stand: Zensus 2020).

## Administrative Gliederung
Auf Gemeindeebene setzt sich Shuifu aus einer Großgemeinde und zwei Gemeinden zusammen. Diese sind:
- Großgemeinde Xiangjiaba 向家坝镇

- Gemeinde Taiping 太平乡
- Gemeinde Liangwan 两碗乡